# Kadumane, Sakleshpur
Kadumane là một làng thuộc tehsil Sakleshpur, huyện Hassan, bang Karnataka, Ấn Độ.